# 양털원숭이
양털원숭이는 양털원숭이속(Lagothrix)에 속하는 신세계원숭이의 총칭으로 거미원숭이과에 포함된다. 모두 4종의 양털원숭이가 있다. 이들은 원래 남아메리카의 우림이 원산지이다. 이들의 꼬리는 물건을 쥘 수 있는 꼬리를 지니고 있으며, 비교적 큰 무리 집단을 형성하여 산다. 노랑꼬리양털원숭이도 양털원숭이속에 속하였으나, 최근에는 노랑꼬리양털원숭이속(Oreonax)으로 분류되고 있다.

## 하위 종
- 커먼양털원숭이 (L. lagothricha)
  - 갈색양털원숭이 (L. l. lagothricha)
  - 회색양털원숭이 (L. l. cana)
  - 콜롬비아양털원숭이 (L. l. lugens)
  - 은색양털원숭이 (L. l. poeppigii)
  - 페루양털원숭이 (L. l. tschudii)
- 노랑꼬리양털원숭이 (L. flavicauda)